# Tom Derache
Pour les articles homonymes, voir Derache.
Tom Derache, né le 29 janvier 1999 à Lille,, est un coureur cycliste sur piste français, spécialisé dans les épreuves de vitesse. En Keirin, il devient vice-champion de France  et termine à la troisième place des championnats d'Europe en 2025. Il est licencié au VC Roubaix Lille Métropole.

## Biographie
Tom Derache est issu d'une famille de cycliste. Son oncle Vincent Thorey a notamment été champion de France de poursuite par équipes juniors en 1981 et vainqueur de Paris-Roubaix amateurs en 1986.
Il s'illustre dans un premier temps en BMX qu'il pratique depuis 2010. Il devient champion de France cadets (moins de 17 ans) en 2015,. Après avoir intégré la section sport-études de Compiègne, il rejoint le pôle France jeune de BMX à Bourges en 2015. Il se fracture les deux poignets en avril 2016 et manque les championnats de France et d'Europe. À nouveau gêné par les chutes l'année suivante, il décide de changer de discipline pour se consacrer à la piste et intègre en 2017 le Pôle France du sprint à Saint-Quentin.
En 2017 il obtient trois médailles d'argent aux championnats de France sur piste juniors. Il participe également à ses premiers championnats d'Europe espoirs, où il se classe quatrième de la vitesse par équipes et septième du keirin. Son année 2018 est marquée par une mononucléose et une blessure au genou, ce qui l'oblige à s'éloigner des compétitions.
En novembre 2020, à la suite du confinement du début d'année, il participe avec Florian Grengbo et Vincent Yon à l'épreuve de vitesse par équipes lors des championnats d'Europe espoirs reportés en octobre à Fiorenzuola en Italie. L'équipe ne trouve cependant pas l'occasion de s'entraîner sur une piste adaptée avant le début des épreuves et termine cinquième du classement.
En juillet 2021, il participe à la manche de Saint-Pétersbourg de la première Coupe des nations. Il remporte le keirin et se classe troisième du tournoi de vitesse. En août, il décroche ses deux premiers titres de champion de France sur le keirin et la vitesse. Aux  championnats d'Europe espoirs à Apeldoorn, il est médaillé d'argent de la vitesse et médaillé de bronze du keirin, puis aux  championnats d'Europe élites de Granges, il est médaillé d'argent du keirin, sa première médaille internationale en élite.
En 2022, malgré un début de saison où il se blesse au genou et une rééducation au cap breton, Tom participe aux championnats de France à Hyères et prend la médaille de bronze en individuel qui lui permet de décrocher une sélection aux championnats du monde. Il participe ainsi pour la première fois à des championnats du Monde Elite à Saint-Quentin en Yvelines où il se qualifie pour les 16èmes de finale.
En 2023, devant son public roubaisien, Tom Derache dévient vice-champion de France du keirin et du Kilomètre. Il fera son retour sur la scène internationale à l’occasion de l’UCI Track Champions League où il va chercher une 4e place.
Début 2024, Tom Derache remporte à nouveau un titre national en s'imposant sur le Keirin lors des championnats de France à Saint-Quentin en Yvelines et une seconde place en vitesse individuelle. Malgré ces performances, il n’est pas retenu pour les championnats d’Europe la semaine suivante et voit ses chances de qualification olympique s’éloigner.
En 2025, sa non sélection aux JO de Paris ne l’empêche pas de poursuivre sa carrière internationale et Tom Derache profite des changements à la tête de l'Équipe de France de cyclisme sur piste pour réintégrer le pôle national au vélodrome de Saint Quentin en Yvelines avec un nouvel entraîneur, Anthony Bare. Il déclare dans la presse: "Il y a une bonne dynamique à Saint-Quentin, j'y suis tous les jours et l'envie de vélo est là" . Retour bénéfique car après avoir décroché en janvier le titre de vice-champion de France sur le Keirin ainsi que deux médailles de bronze sur le Kilomètre à la vitesse individuelle, il troisième aux championnats d’Europe à Zolder en Keirin.

## Vie privée et engagements personels
Tom Derache est étudiant en 3ème année à l'EDHEC où il poursuit un cursus en distanciel. Il est également Ambassadeur des Hauts-de-France et de la Métropole Européenne de Lille.

## Palmarès

### Coupe des nations
- 2021
  - 1er du keirin à Saint-Pétersbourg
  - 3e de la vitesse à Saint-Pétersbourg

### Ligue des champions
- 2023
  - 2e de la vitesse à Palma
  - 3e du keirin à Berlin

### Championnats d'Europe
| Édition / Épreuve          | Kilomètre | Keirin | Vitesse individuelle | Vitesse par équipes |
| Anadia 2017 (juniors)      |           | 7e     |                      | 4e                  |
| Gand 2019 (espoirs)        | 8e        |        |                      |                     |
| Fiorenzuola 2020 (espoirs) |           |        | 6e                   | 5e                  |
| Apeldoorn 2021 (espoirs)   |           | Bronze | Argent               |                     |
| Granges 2021               |           | Argent | 5e                   |                     |
| Granges 2023               |           | 6e     |                      |                     |
| Heusden-Zolder 2025        |           | Bronze |                      |                     |

### Championnats de France
- 2017
  - 2e du keirin juniors
  - 2e de la vitesse juniors
  - 2e de la vitesse par équipes juniors
- 2021
  -  Champion de France du keirin
  -  Champion de France de vitesse
- 2022
  - 3e de la vitesse
- 2023
  - 2e du kilomètre
  - 2e du keirin
- 2024
  -  Champion de France du keirin
  -  Champion de France du kilomètre
  - 2e de la vitesse
- 2025
  - 2e du keirin
  - 3e du kilomètre
  - 3e de la vitesse